# النداهة
النداهة (باللهجة المصرية: "التي تنادي") هي أسطورة مصرية عن روح أنثى تشبه الحوريات التي تنادي الرجال إلى النيل، مما يؤدي إلى وفاتهم أو اختفائهم. تُعرف النداهة بشكل خاص في المناطق الريفية والزراعية في مصر على طول نهر النيل وقنوات المياه التابعة له.

## التاريخ
الأصل الدقيق لهذه الأسطورة غير معروف. كانت القصة أكثر شهرة خلال القرن العشرين عندما كانت مصر أقل تحضرًا مما هي عليه الآن، وكان الناس يقضون وقتًا أطول بالقرب من النيل وقنوات المياه. كان الأطفال يلعبون على شواطئه بعد المدرسة، والشباب يتحدثون هناك في الليل. أصبحت الأسطورة أقل شهرة في المناطق الحضرية حاليًا، على الرغم من أنها لا تزال مألوفة للشباب ومعروفة جيدًا في الريف المصري.

## الوصف
تتخذ النداهة شكل امرأة جميلة بشكل مذهل تظهر، كما لو كانت بالصدفة، للرجال الذين يسيرون بجانب النيل أو قنوات المياه في الليل. عادة ما يكون الرجال زوجين. تنادي الروح أحدهم باسمه الأول، مما يجعله عاجزًا عن الكلام، منوم مغناطيسيًا، ومطيعًا لصوتها الذي يتبعه بشكل أعمى، بينما يكون الرجل الآخر غير متأثر ويحاول سحب الآخر. تستمر الروح في النداء بصوت ناعم وهادئ ومنوم حتى ينجح الرجل الثاني غير المتأثر في إيقاظ الرجل المنادي من حالته. يهرب الاثنان بأسرع ما يمكن، ولا يزال صدى صوتها يتردد أثناء الركض.
عادةً لا يقترب الرجال بما يكفي من النيل للحصول على لمحة عن مظهر الروح قبل أن يهربوا. في حالات نادرة، يحصلون على لمحة عنها. توصف بأنها أنثى جميلة جدًا؛ طويلة، نحيفة، بشعر طويل يتدلى على ظهرها. تقف بثبات بالقرب من ضفة النهر، يديها موضوعة على جانبيها، وترتدي فستانًا فضفاضًا شبه شفاف. في العديد من الحالات توصف بأنها ذات جسم شبه شفاف. صوتها هادئ وناعم، لكنه عالٍ.

## الأسطورة
في الريف المصري، حيث تكون الأسطورة بارزة، قد تنادي الروح الرجال في منازلهم بالقرب من ضفاف النيل وقنوات المياه، الذين يحاولون بعد ذلك المغادرة للقاءها. في حكايات أخرى، لن يحاول الرجل المتأثر المتابعة على الفور، ولكنه سيدخل في حالة من الاضطراب لعدة ليال قبل أن يغادر في النهاية في وقت متأخر من الليل. يعتقد الناس في الريف المصري أن الرجل الذي تناديه النداهة محكوم عليه بالفشل، وغالبًا ما يكون من المستحيل علاجه. لم تُسجل أي حالة يُرى فيها رجل يتم التهامه من قبلها. لكن العديد من المواطنين القدامى يعتقدون أنها تلتهم أو تسحب ضحاياها إلى النيل وتغرقهم.
الكاتب المصري أحمد خالد توفيق، في روايته "أسطورة النداهة"، يقول إن الرجل الذي يمنع الرجل المنادي من الوصول إلى الروح بأي وسيلة سيكون التالي في النداء.